# Artikulációs fonetika
Az artikulációs fonetika a fonetika egy részterülete, amely fiziológiai megközelítésben vizsgálja az emberi beszédet. Azt kutatja, hogy miként hozzuk létre a beszédet az artikulációs szerveinkkel. A zöngeképzés, a beszédképzés, illetve a kiejtés sajátosságaival foglalkozik, vagyis a kimondott szavak, mondatok, szövegek képzésével. A beszédhangok képzése univerzális, a beszédszervek szempontjából ezt a tüdő és a hangszalagok működése, az üregrendszerek sajátosságai, a nyelv mozgása, az ajkak működése és a képzési tartam határozza meg. Az egyes nyelvek azonban specifikusan válogatnak a lehetőségekből, így eltérő hangzás alakulhat ki, amiben közrejátszik a nyelv beszédhangjainak száma, a magán- és mássalhangzók aránya, valamint a hangsorépítési sajátosságok.
A magyar beszédhangokat osztályozhatjuk tradicionálisan, vagy a szájüregben keletkező szűkület fokozatai szerint. A hagyományos felosztást megtartva beszélünk magánhangzókról és mássalhangzókról. A szűkület szerint jellemző lehet a teljes zárás, a kis rés, a tágabb rés, valamint a szűkület hiánya. Az egyes beszédhangok pontos meghatározásához meg kell adnunk annak képzési jegyeit. Ezek a jegyek határozzák meg az artikulációs gesztust, vagyis miképp mozognak a beszédszervek ejtés közben. Azon artikulációs gesztusok összességét, melyek egy-egy beszédhangot definiálnak, artikulációs konfigurációnak hívunk.

## A beszédhangok képzése

### A tüdő működése
Háromféleképpen képezhetünk hangot a légzés szempontjából:
1. kiáramló levegővel (magyarban is ez a szokásos)
2. beszívott levegővel (indulatszavak ejtése a magyarban lehetséges így is)
3. levegőáramlás nélkül (magyarban a nemtetszést kifejező cc-féle hangzás)

### A hangszalagok működése
Különböző hangokat tudunk létrehozni a hangszalagok működésének szempontjából:
1. zöngés hangok
2. zöngétlen hangok
3. [h]-hangok
4. gégezárhang
5. suttogott hangok

### Az üregrendszerek sajátosságai
Az üregrendszer szerint is különbözőképpen képezhetünk hangokat:
1. szájüregen át távozó levegővel ejtett hangok: orális hangok
2. orrüregen át távozó levegővel ejtett hangok: nazális hangok
3. a száj- és orrüregen át egyidejűleg távozó levegővel ejtett hangok: nazoorális hangok

### A nyelv mozgása
A nyelv mozgása szerint is különféle hangok hozhatóak létre:
1. a nyelv függőleges mozgása szerint
2. a nyelv vízszintes irányú mozgása szerint
3. a nyelv különböző részei is végezhetnek mozgásokat: a nyelv hegye, párkánya vagy a nyelvhát egyes területei

### Az ajkak működése
Az ajkak működése főként a magánhangzók és egyes mássalhangzók artikulációjában játszik fontos szerepet.
1. az ajkak széthúzódhatnak vízszintes irányban
2. változhat a felső és az alsó ajak távolsága
3. változhat az ajkak előrecsücsörödésének mértéke

### A képzési tartam
A képzés tartama azt az időmennyiséget jelenti, amely alatt az artikulációs szervek mozgása végbemegy.

## A beszédhangok osztályozása

### A magánhangzók osztályozása
A nyelv vízszintes mozgása szerint vagy elöl van, vagy hátul. Ez a magyarban a két alaphelyzet, ez szerint különböztetünk meg kétféle artikulációt: elöl és hátul képzett hangokat. Az elöl képzetteket palatálisoknak, míg a hátul képzetteket velárisoknak nevezzük. Elöl képzett magánhangzóink: [Ø, Ø:, y, y:, ε, e:, i, i:]. Hátul képzett magánhangzóink: [a:, a, Ɔ, o, o:, u, u:]. A nyelv függőleges mozgása szerint lehet felső nyelvállásban [u, u:, y, y:, i, i:], középső nyelvállásban [o, o:, Ø, Ø:, e:], alsó nyelvállásban [Ɔ, ε] és legalsó nyelvállásban [a, a:]. A leglátványosabb különbség a két szélső állásfok között van. Pontos számokkal nem határozhatóak meg ezek a képzési helyek, ráadásul a kontextus is nagy hatással van rájuk. Vagyis az, hogy milyen beszédhangok követik és előzik meg az adott magánhangzót.
Az ajakműködés szerint a magánhangzókat három alapállásba lehet beosztani. Az ajkak lehetnek széthúzottak, semlegesek vagy kerekítettek. Ezeken belül vannak még alkategóriák a nyelvállásfoktól függően, illetve attól, hogy a szájüreg mely részében képződik. A magyarban két fő típus van, ami az ajkak nyílását illeti: vannak ajakkerekítéses, vagyis labiális [u, u:, y, y:, o, o:, Ø, Ø:, Ɔ] és ajakréses, vagyis illabiális [a, a:, i, i:, e:, ε] magánhangzók. Ami a nyelvi időtartamot illeti, a magyar magánhangzók lehetnek rövidek és hosszúak. Ezeknek lehet jelentést megkülönböztető szerepük (pl. öt –  őt). A fizikai időtartam ettől eltérő lehet.
A magyar nyelv egyetlen hangminősége sem semleges, de egyes nyelvekben találunk ilyen magánhangzót. Ennek az elnevezése svá. IPA-jele: ǝ. Ez egy középen képzett, középső nyelvállású, ajakréses magánhangzó. Időtartamát illetően rövidebb, mint az átlag rövid magánhangzó. A magyarban egyrészt a spontán beszédben, pontatlan artikuláció következtében jönnek létre, másrészt egyes fonetikai helyzetek megkövetelik, fiziológiai kényszerként jön létre két mássalhangzó között.

### A mássalhangzók osztályozása
A magyarban nem minden mássalhangzó képzési módja egyértelmű, egyes mássalhangzók osztályozásával kapcsolatban felmerülnek a szakemberek között vitás kérdések. A jelen osztályozás a nemzetközi szakirodalmat követi. Így öt kategóriát különíthetünk el. A zárhangoknak (okkluzíva) két nagy csoportja van, aszerint, hogy az orron vagy a szájon át távozik a levegő képzés közben. A nazális zárhangokat (nazálisok) egy másik csoportosítás szerint folyamatos zárhangoknak is nevezik. A magyar nazális mássalhangzók [m, m:, ɱ,  n, n:, ɲ, ɲ:, ŋ]csak zöngések lehetnek. A másik csoport az orális zárhangok, másik elnevezésük szerint felpattanó zárhangok (explozíva). Ezek lehetnek zöngések [b, b:, d, d:, ɟ, ɟ :, g, g:] vagy zöngétlenek [p, p:, t, t:, c, c:, k, k:]. A réshangok (frikatíva, spiráns) képzésekor a szájüregben keletkezik egy kis rés, s a levegő ezen keresztül távozik. Szintén lehetnek zöngések [v, v:, z, z:, ʒ, ʒ:,  ʝ, ɣ, ɦ] és zöngétlenek [f, f:, s, s:,  ʃ,  ʃ:, ç, x, x:, h, h:]. A zár-rés hangok (affrikáta) olyan komplex egyeshangok, amelyek a zárhangokhoz hasonlóan indulnak és a réshangokéhoz hasonló hangképzésbe mennek át. Zöngések [dz, dz:, d͡ʒ, d͡ʒ:] és zöngétlenek [ts, ts:, tʃ, tʃ:] egyaránt lehetnek. A pergőhangok (tremuláns) számos fajtája megtalálható a világ nyelveiben, a magyar nyelvben két pergőhang van, a rövid [r]és a hosszú [r:]. A gyakorlatban  1-2 perdületben valósul meg a rövid, míg 3-ban a hosszú. A közelítőhangok (approximáns) [j, j:, l, l:] mássalhangzók, de az akusztikumát tekintve a magánhangzók felé közelít.
A képzési hely szerint a következő kategóriákba soroljuk be a rövid magyar mássalhangzókat:
- Két ajakkal képzett (bilabiális): [b, p, m]
- Ajak-fog hang (labiodentális): [v, f, ɱ]
- Fogmederhang (alveoláris): [d, t, n, z, s, l, dz, ts, r]
- Hátsófogmederhang (posztalveoláris): [ʒ, ʃ, d͡ʒ, tʃ]
- Elülsőszájpadlás-hang (palatális): [ɟ, c, ɲ, j, ʝ,ç]
- Hátulsószájpadlás-hang (veláris): [g, k, ŋ, ɣ, x]
- Gégehang (laringális): [ɦ, h]

Aszerint, hogy a hangszalagok részt vesznek e, vagy sem a képzésben, beszélhetünk zöngés és zöngétlen mássalhangzókról. A nyelvi időtartam a magánhangzókhoz hasonlóan lehet hosszú, vagy rövid. Ezek már a fentiekben fel vannak tüntetve.

## A jelek magyarázata
A jelek és szimbólumok magyarázatához elegendő az IPA magyar wikipédia oldalára navigálni, ott minden hang részletes leírása megtalálható, példákkal és hangmintákkal kiegészítve. Továbbá hasznos információkkal szolgálhat a magyar hangtan cikk.